# Grünenfurt

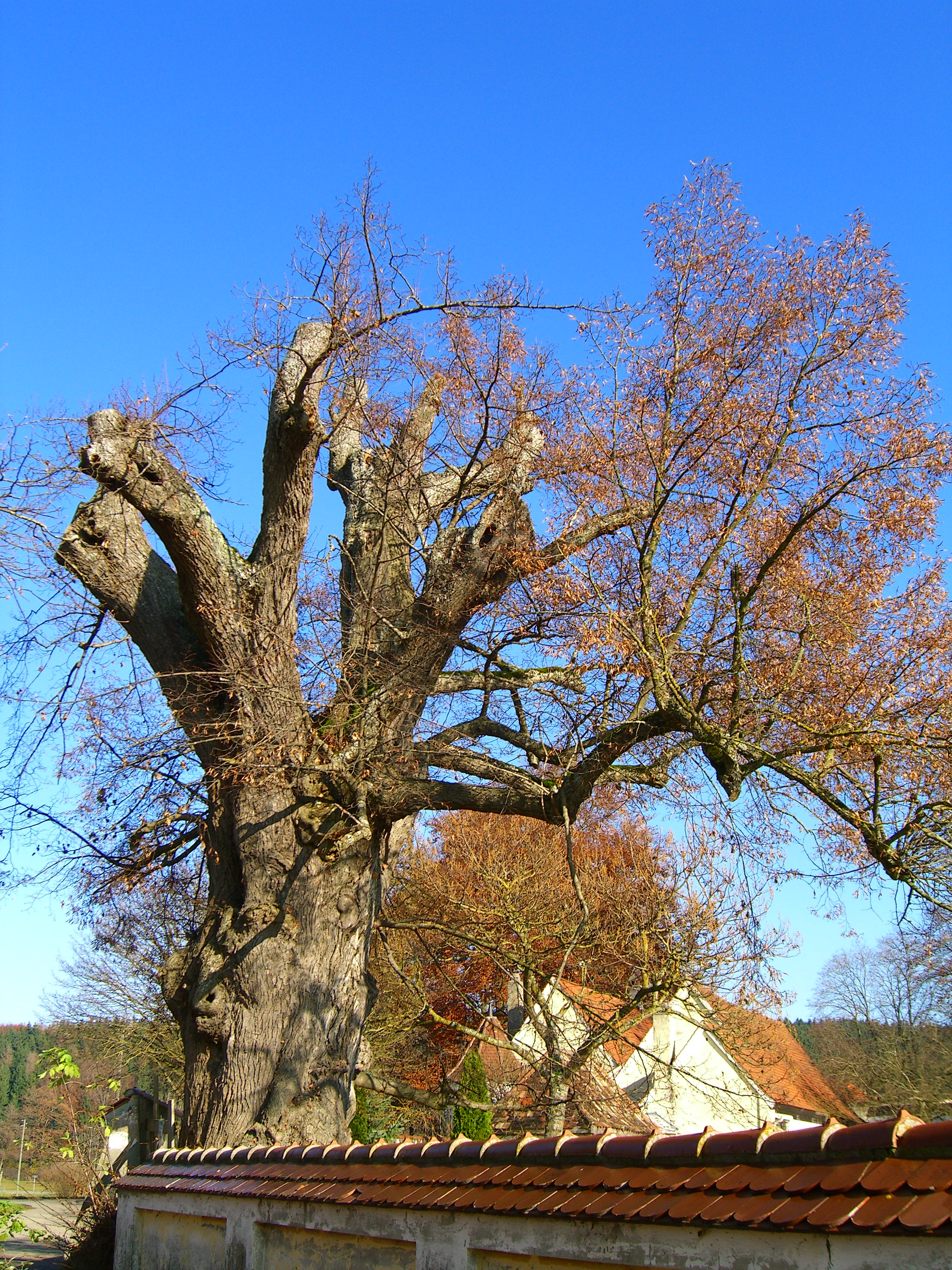
Naturdenkmal in Grünenfurt

Grünenfurt ist ein Weiler der oberschwäbischen Stadt Memmingen.

## Lage
Grünenfurt ist durch den Ortsteil Amendingen von der Kernstadt getrennt. Die Entfernung zum Stadtzentrum beträgt etwa 1,5 Kilometer. Durch den Weiler fließt der Weidenbach.

## Geschichte
Grünenfurt hieß ursprünglich „Grönenwerd“, das bedeutet grüne Erhebung im sumpfigen Gelände. Im Jahre 1455 wurde es in einer Verkaufsurkunde der Herrschaft Eisenburg mit diesem Namen erstmals urkundlich erwähnt. Nachdem die letzten Herren von Eisenburg 1455 gestorben waren, fiel der Besitz an Memminger Patrizierfamilien. Die Bevölkerung wurde mit der Reformation evangelisch. Allerdings waren die Besitzer Grünenfurts tolerant. So vereinbarten sie mit der Kartause Buxheim, dass auch katholische Bauern aus Amendingen, das kirchlich zur Kartause gehörte, Grünenfurter Grund bestellen durften, ohne evangelisch werden zu müssen. In der Renaissancezeit wurde dort ein kleines Landschloss erbaut, Schloss Grünenfurt. Mit dem Reichsdeputationshauptschluss kam der Weiler zu Amendingen. Zusammen mit diesem wurde Grünenfurt 1972 im Zuge der Gemeindegebietsreform in die Stadt Memmingen eingemeindet. Heute besteht der Weiler aus dem bewohnten Schloss und mehreren bewohnten ehemaligen Gesindehäusern.